# Ägyptischer Stockkampf

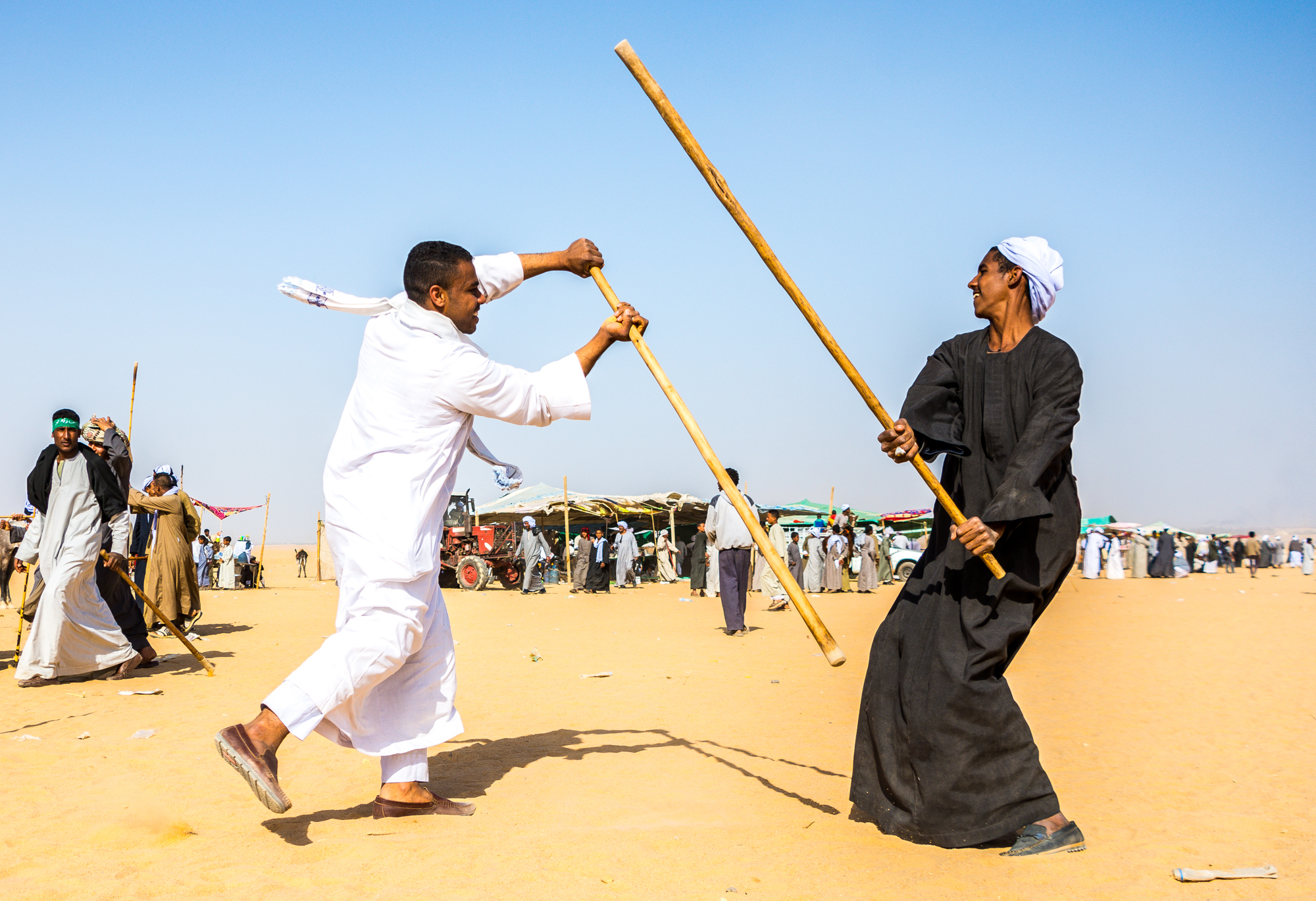
Männer aus Oberägypten beim ägyptischen Stockkampf

Der ägyptische Stockkampf, auch Tahtib genannt, ist eine traditionelle Kampfkunst, die aus der pharaonischen Zeit stammt. Heute wird sie zu festlichen Anlässen in manchen Regionen des Landes vorgeführt. Die Stöcke sind mannsgroß.
Erste Zeugnisse finden sich um das Jahr 1200 v. Chr. in einem Tempel bei Luxor in Ägypten. Sie zeigen die Ausübung des Sports mit Schiedsrichtern und einem Gesichtsschutz für die kämpfenden Sportler. Auf Antrag Ägyptens hat die UNESCO im Jahr 2016 Tahtib auf die Liste des immateriellen Kulturerbes der Welt gesetzt.